# الحب العطوف
الحب العطوف، الذي يُطلق عليه أحيانًا اسم الحب الإيثاري، هو الحب «الذي يركز على مصلحة الآخر». يرتبط ارتباطًا وثيقًا ببناء الحب اللامحدود الذي شرحه ستيفن جي بوست. كان الحب العطوف موضوع اهتمام وبحث علمي منذ التسعينيات.  إنه يختلف عن الإيثار والرحمة والحب الرومانسي» منذ عام 2001، تلقت الدراسة العلمية للحب الرحيم عدة ملايين من الدولارات كدعم بحثي من معهد (Fetzer) ومعهد البحث في الحب غير المحدود (IRUL).
وصف ظهور مصطلح الحب العطوف من قبل لين جي. أندروود في فصل في أول كتاب محرر عن أبحاث الحب العطوف، علم الحب العطوف. ظهر المصطلح لأول مرة في سياق اجتماع بحثي في منظمة الصحة العالمية (WHO) لتطوير أدوات لتقييم جودة الحياة لاستخدامها في ثقافات متنوعة. ضمت المجموعة باحثين من جميع أنحاء العالم، من خلفيات دينية وغير دينية. يكتب أندروود أنه «كانت هناك مناقشة كبيرة حول الصياغة المناسبة لهذا الجانب. كان أحد مواضيع المناقشة هو اللطف أو الحب للآخرين لم يكن البوذيون سعداء بكلمة «حب» لكنهم أرادوا استخدام «التعاطف»، والتي تناسب المفهوم بالنسبة إليهم. كان المسلمون في المجموعة (من إندونيسيا والهند وتركيا) مصرين على أن التعاطف كان «باردًا» وأن «الحب» يجب أن يكون هناك لأنه جلب الشعور بالحب ... «الحب العطوف» كانت عبارة حل وسط».
بدأ البحث العلمي حول الحب العطوف في الظهور بعد مؤتمر 1999 في معهد ماساتشوستس للتكنولوجيا (MIT) الذي جمع العديد من المنظرين والباحثين الرئيسيين وأنتج كتابًا منقحًا يعكس الأفكار الرئيسية.

## المقاربات لتعريفه
وفقًا لإطار عمل أندروود، الذي استرشد بجزء كبير من البحث العلمي، فإن 5 سمات رئيسية ومحددة للحب العطوف هي:
1. حرية الاختيار للآخر
2. درجة معينة من الفهم المعرفي الدقيق للموقف وللآخر وللنفس
3. تقدير الآخر على مستوى أساسي
4. الانفتاح والقبول
5. استجابة القلب

دمج نهج أندروود في التمويل الأولي للبحث العلمي حول الحب العطوف، بناءً على طلب تقديم العروض (RFP) الصادر عن معهد Fetzer في عام 2001.
عالم الأخلاقيات الحيوية واللاهوتي ستيفن ج. بوست حيث ساعد نهجه في الحب الإيثاري أيضًا في جزء كبير من البحث العلمي حول الحب العطوف، على الرغم من أنه يستخدم في كثير من الأحيان مصطلحات الحب الإيثاري والحب اللامحدود. تم تقديم فهم بوست للحب اللامحدود في كتابه الصادر عام 2003 كتاب الحب اللامحدود: الإيثار والرحمة والخدمة يعتمد بوست على العمل الذي نشره في الخمسينيات من القرن الماضي عالم الاجتماع البارز في جامعة هارفارد بيتريم سوروكين، الذي وصف 5 أبعاد للحب (الشدة، والامتداد، والمدة، والنقاء والكفاية). بالمقارنة مع تعريفات أندروود للحب العطوف، فإن تعريف بوست للحب اللامحدود يضع تركيزًا أكبر على الامتداد - على وجه الخصوص، امتداد الحب إلى جميع البشر. لذلك قد يُنظر إلى الحب غير المحدود كما حدده بوست على أنه نوع فرعي من الحب العطوف. دمج نهج بوست في الدفعة الثانية من تمويل البحث العلمي حول الحب العطوف، بناءً على طلب تقديم العروض الصادر عن معهد الأبحاث حول الحب اللامحدود في عام 2002.

## الآثار الصحية
قامت العديد من المشاريع البحثية المتعلقة بالحب العطوف بتمويل من فيتزر و (IRUL) بالتحقيق في الآثار الصحية الناجمة عن الانخراط في الحب العطوف، والتي تشير الأدلة إلى أنها إيجابية في المقام الأول. قام بوست بتحرير كتاب علمي يصف العديد من النتائج العلمية المتعلقة بالحب العطوف والإيثار والصحة.